# رادا چاران گوپتا
رادا چاران گوپتا (به انگلیسی: Radha Charan Gupta) (زادهٔ ۱۴ اوت ۱۹۳۵ – درگذشتهٔ ۵ سپتامبر ۲۰۲۴) تاریخ‌نگار و  ریاضی‌دان اهل هند بود.

## زندگی و کارنامه
گوپتا در دانشگاه لاکناو تحصیل کرد و در سال ۱۹۵۵ لیسانس و در ۱۹۵۷ درجه فوق لیسانس خود را از این دانشگاه در زمینه ریاضیات دریافت کرد. سپس در همین دانشگاه به تدریس و پژوهش سرگرم شد و از سال ۱۹۵۸ در دانشگاه فنی بیرلا در رانچی به کار پرداخت. گوپتا در سال ۱۹۷۱ و در دانشگاه رانچی به سرپرستی ت.آ. ساراسواتی درجه دکتری در تاریخ ریاضیات را به دست آورد و در سال ۱۹۸۲ در دانشگاه فنی بیرلا به درجه استادی تمام رسید و در سال ۱۹۹۵ بازنشسته شد.
گوپتا از سالهای پایانی دهه ۱۹۶۰ به پژوهش دربارهٔ تاریخ ریاضیات و به ویژه تاریخ مثلثات در هند پرداخت. برای نمونه او پژوهشهایی دربارهٔ ریاضیدان هندی پارامشوارا و تقریبی که او از تابع سینوس به دست آورده بود یا دربارهٔ جدولهای سینوسی گوینداسوامین در سده هشتم میلادی انجام داد.
گوپتا همچنین به پژوهش دربارهٔ ریاضیات در مکتب جین در سده ششم میلادی پرداخته‌است. گوپتا در سال ۲۰۰۹ به پاس دستاوردهایش جایزه کنت ا. می را دریافت کرد. او از سال ۱۹۹۵ رئیس انجمن آموزگاران ریاضیات در هند بود. وی در سال ۱۹۷۹ مجله ای با نام «ریاضیات هند» بنیان نهاد.

## آثار
- Historiography of Mathematics in India in Dauben, Scriba: Writing the History of Mathematics, Birkhäuser 2002